# 가와우치촌 (군마현)
가와우치촌(일본어: 川内村)은 일본 군마현의 동부, 야마다군에 속해있던 촌이다.

## 역사
- 1889년 4월 1일 - 정촌제 시행에 의해 야마다군 아이오이촌이 성립하였다.
- 1954년 10월 1일 - 우메다촌, 아이오이촌과 함께 기류시에 편입되었다.

## 인구
- 1920년(다이쇼 9): 5,913명
- 1940년(쇼와 15년): 6,013명

## 교통

### 도로
- 군마현도 제338호선
- 군마현도 제342호선

## 참고 문헌
- 角川日本地名大辞典編纂委員会, 『角川日本地名大辞典 10 群馬県』1988, 角川書店